# Федяшево (деревня)
Федяшево — деревня в Ясногорском районе Тульской области России. 
В рамках административно-территориального устройства является центром Федяшевской сельской территории Ясногорского района, в рамках организации местного самоуправления включается в Ревякинское сельское поселение.

## География
Расположена в 20 км к северу от Тулы и в 12 км к югу от райцентра, города Ясногорска.

## Интересные факты

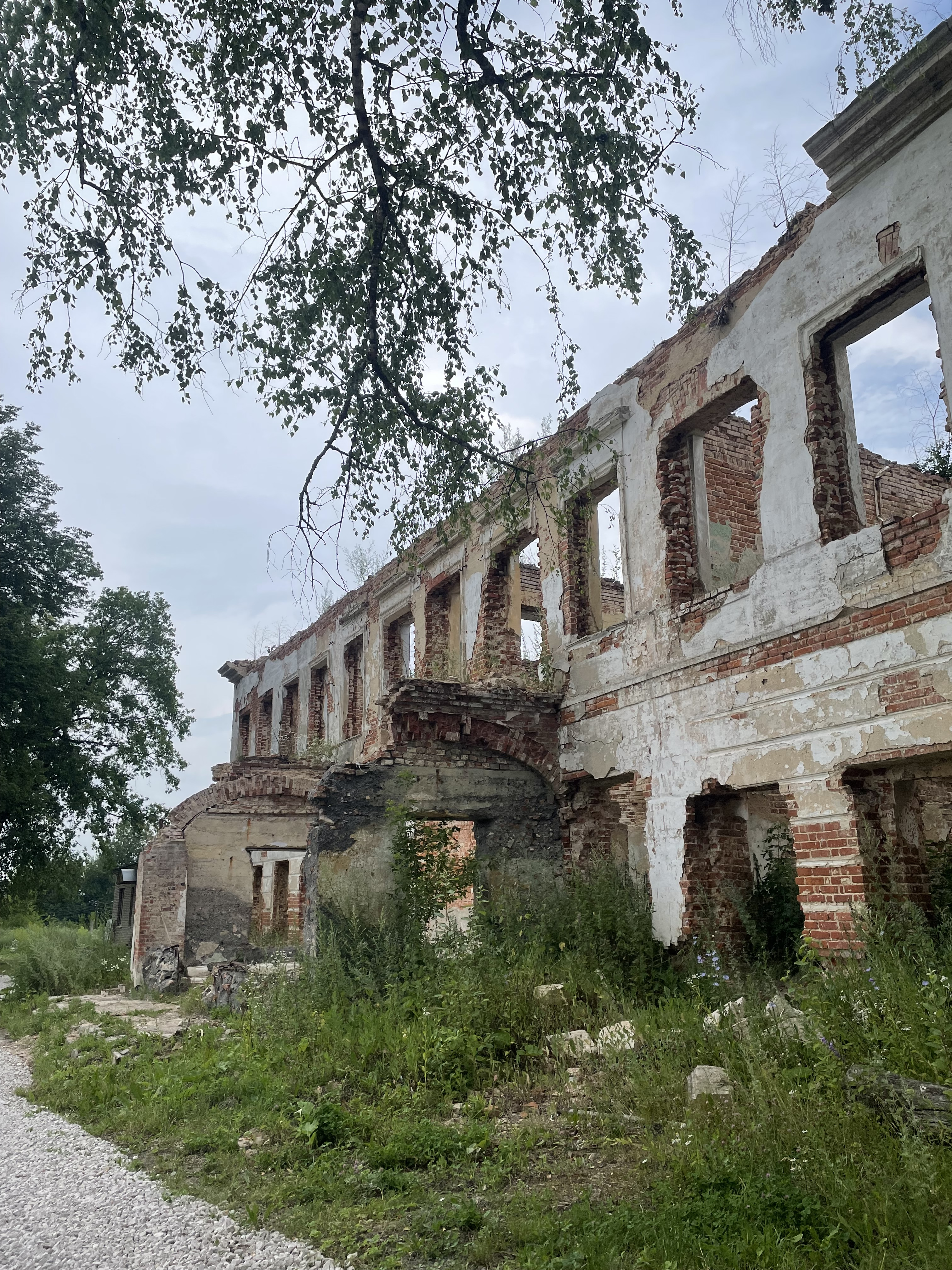
Усадьба Федяшево, передний план, июль 2025

В деревне Федяшево находится одноименная усадьба. Её история отсчитывает свое начало с 16 века. На протяжении практически 500 лет усадьба Федяшево сменила множество хозяев и хозяек. Одной из самых известных владелиц усадьбы была Мария Александровна Гартунг (урожденная Пушкина) - старшая дочь Пушкина. Именно с неё Лев Толстой списал внешность Анны Карениной - главной героини романа с таким же названием. Последней хозяйкой усадьбы была Ольга Челищева - дочь известного поэта и славянофила А.С. Хомякова. Она выкупила эту усадьбу во второй половине 19 века, дабы быть поближе к отцу, чья усадьба находится неподалеку. В настоящее время усадьба пребывает в руинированном состоянии. С 2018 года ведутся работы по её реставрации.   

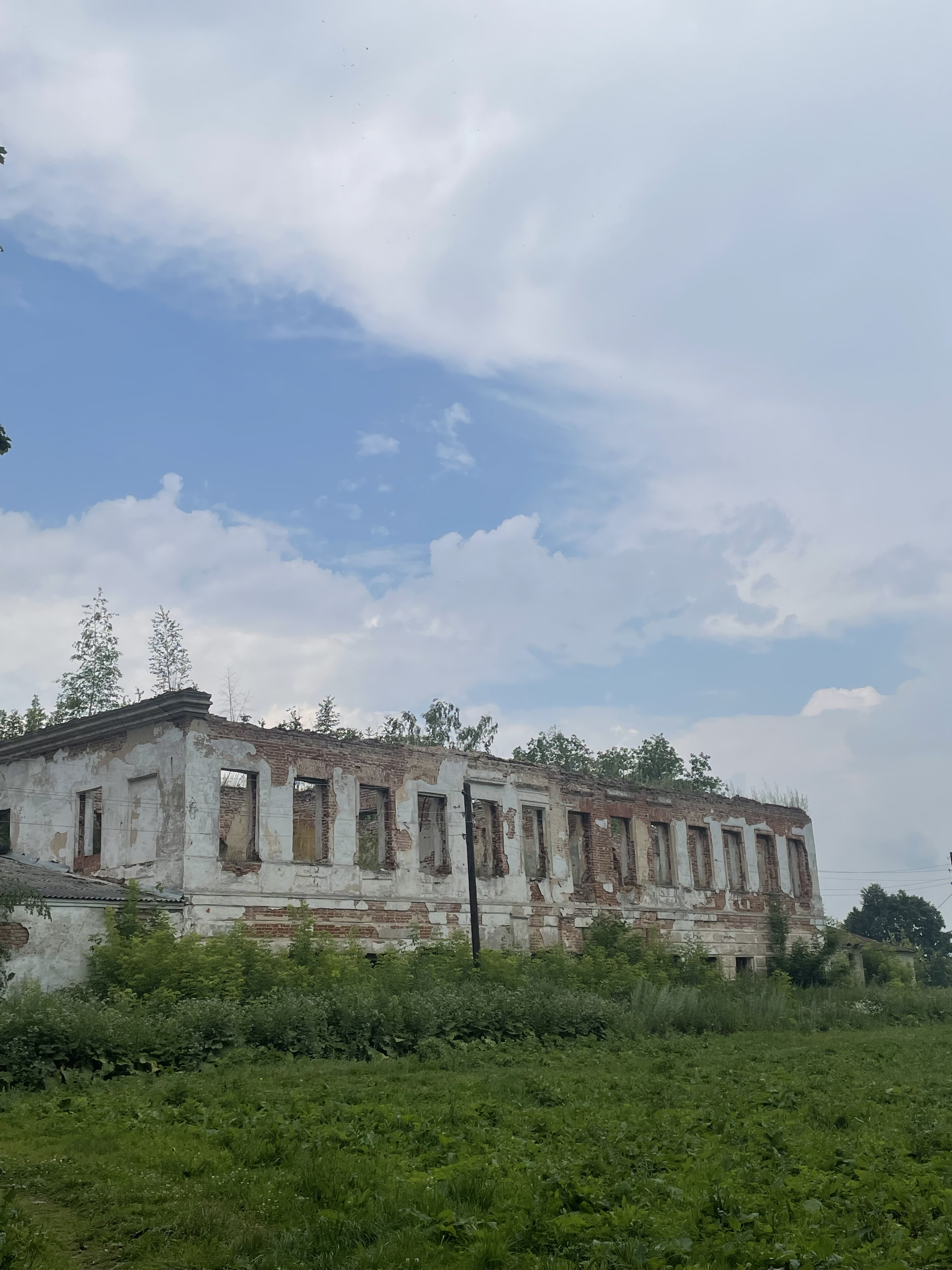
Состояние усадьбы (задний план) на июль 2025 года.

## Население
| 2002 | 2010 |
| ---- | ---- |
| 355  | ↗368 |

Население — 368 чел. (2010).